# Isla de Elobey Grande
Isla de Elobey Grande (Stora Elobey) är en ö i Guineabukten som tillhör Ekvatorialguinea och är belägen utanför Río Mitimeles mynning. 